# Гермистон
Гермистон (енгл. Germiston) је град у Јужноафричкој Републици у покрајини Гаутенг. По подацима из 1991. године у граду је живело 172.000 становника. 